# 溫頓巨龍屬
溫頓巨龍屬（學名：Wintonotitan）是一屬巨龍形類恐龍，化石發現於澳洲的白堊紀早期地層。目前只有幾個顱後骨骼的化石被發現。

## 描述及歷史

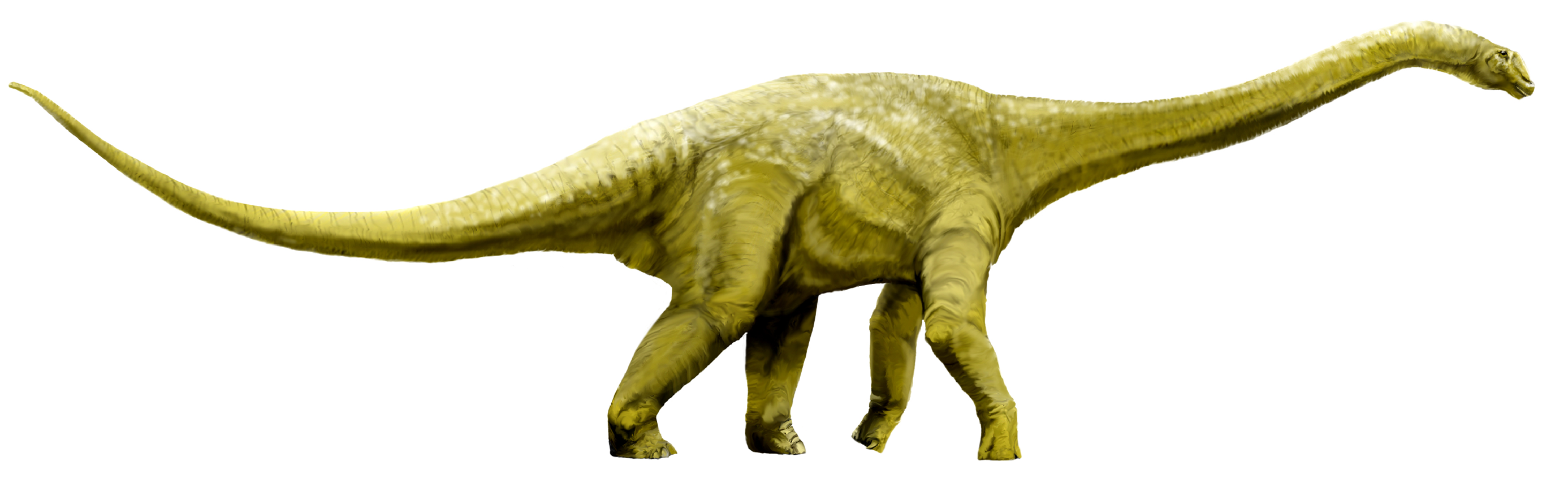
溫頓巨龍的想像圖

溫頓巨龍的化石最初是於1974年由沃茨（Keith Watts）所發現，當時被編入澳洲南方龍中。這套化石的編號是QMF 7292，包含了左肩胛骨、大部份前肢、數塊背椎、薦椎、尾椎、部份右骨盆、肋骨、人字骨、及一些不明的碎片。在2009年，霍克努爾（Scott Hocknull）替這組骨骼命名為溫頓巨龍，是為其正模標本。模式種是沃氏溫頓巨龍（W. wattsi），種名是紀念發現化石者。系統發生學研究發現溫頓巨龍是原始巨龍形類恐龍，與布萬龍的演化位置相近。

## 古生物學
溫頓巨龍的正模標本（編號QMF 7292）是在溫頓西北部60公里的地方發現；另一個編號QMF 10916的標本，包含了一些獨立的尾椎，是在Chorregan發現。化石都是在溫頓組的下層發現，年代可追溯至白堊紀的阿爾布階。正模標本是在砂岩層中發現，被認為過去是一條河流的点砂坝。在發現正模標本的地方同時發現了魚類碎片、獸腳亞目的牙齒、以及植物的化石。
溫頓組是個富含動物化石的地層，該地層發現過雙殼綱、腹足綱、昆蟲、肺魚類的Metaceratodus、龜類、艾西斯福德鱷（Isisfordia）、翼龍類…等化石。該地層還發現過許多恐龍化石，例如：蜥腳類的迪亞曼蒂納龍與溫頓巨龍、未命名的甲龍類與稜齒龍類。當地還發現蕨類、銀杏、裸子植物、被子植物…等植物化石。
迪亞曼蒂納龍骨頭較溫頓巨龍的較粗壯。溫頓巨龍是四足的大型草食動物。